# Archives Recherches Cultures Lesbiennes
Les Archives Recherches Cultures Lesbiennes ou Archives Recherches et Cultures Lesbiennes, abrégé ARCL, sont une association loi 1901 et un centre de documentation spécialisé et d'archives LGBT, non-mixtes, fondées en 1983. Elles sont hébergées par la Maison des femmes de Paris.

## Historique
Dans la lignée des Lesbian Herstory Archives créées à New York en 1974 et du radical archiving initié aux États-Unis, une partie du mouvement lesbien revendique en France la constitution d'une mémoire lesbienne, par la collecte et la conservation d’archives lesbiennes autonomes, à partir de 1981-1982. Cette démarche s'inscrit dans le mouvement séparatiste lesbien,.
La militante et historienne Claudie Lesselier, qui entreprend un travail de collecte d'archives du mouvement lesbien depuis 1982, fonde avec un groupe de militantes issues des courants lesbiens féministes l'association Archives et Recherches Lesbiennes, qui sera renommée Archives Recherches Cultures Lesbiennes, en décembre 1983 à Paris,,,.
Le centre d'archives associé est créé en 1984. Il vise à conserver les documents des associations, des collectifs LGBT et des journaux au niveau international, ainsi qu'à transmettre l'histoire du mouvement féministe et lesbien,. Il est tout d'abord hébergé dans un appartement privé. L'association récupère les documents du collectif Les Feuilles Vives, qui avait entrepris un travail de collecte dès les années 1970, et s'enrichit par des dons, au travers d'une « dynamique d’interactions militantes ».
En 1994, les ARCL sont déménagées à la Maison des Femmes (Cité Prost), un espace non-mixte lesbien et féministe où sont rassemblées plusieurs associations, dont le Mouvement d'information et d'expression des lesbiennes (MIEL). En 1997-1998, les ARCL sont à nouveau déménagées, à la Maison des Femmes de Paris, rue de Charenton, dans le XIIe arrondissement, où elles se trouvent toujours actuellement,.

## Organisation
Les ARCL fonctionnent en autogestion. Depuis les années 1990, elles sont présidées par Michèle Larrouy,. Elles sont gérées par un collectif non-mixte de femmes lesbiennes d’environ 8 personnes bénévoles. L'association ne dispose pas de postes rémunérés, le travail d'archivage et de traitement des documents est bénévole. Les financements des ARCL proviennent d’une subvention publique de la Mairie de Paris, ainsi que des cotisations des adhérentes. En 2020, la mairie de Paris décide de diviser ses subventions entre le Collectif Archives de Paris, les ARCL et l’Académie gay et lesbienne. Cette décision engendre des tensions entre les trois associations, qui travaillaient auparavant de façon coordonnée.

## Fonds
Le fonds des ARCL comprend des documents datant du XIXe siècle à nos jours. Il est constitué d'ouvrages théoriques portant sur les questions lesbiennes et de genre, de journaux, de matériel de manifestations (photographies, tracts, affiches, etc.), ainsi que de documents audiovisuels et électroniques, de thèses et de mémoires,. Il comprend entre autres les archives du Groupe santé lesbiennes de Paris. Les journaux et revues sont particulièrement nombreux. Ces supports foisonnent à partir des années 1970.
Le fonds des ARCL est principalement alimenté par des dons privés, pouvant être anonymes, sans contractualisation systématique,. La collecte y est toujours active.

## Actions
Les ARCL mettent à disposition du public une médiathèque et bibliothèque de prêt, ainsi que de la médiation culturelle, principalement à destination de chercheuses, étudiantes et associations,. L'accès aux archives est non-mixte et réservé aux femmes,.
Les ARCL publient dès 1984 le Bulletin des Archives Recherches Cultures Lesbiennes, revue lesbienne féministe de l'association. Dans l'édition de juin 1984, elles se définissent comme « un lieu de lutte et de résistance ». En 2009, elles publient l'ouvrage Mouvements de presse : années 1970 à nos jours, luttes féministes et lesbiennes, dirigé par Michèle Larrouy et Martine Laroche, qui retrace l'histoire de la presse lesbienne et féministe,.
Des militantes des ARCL participent également à des colloques universitaires. En 2018, Carole Vidal représente les ARCL au colloque international « Les féministes et leurs archives » à l'université d'Angers, qui donne lieu à une publication des actes,. En 2023, les bénévoles Faustine Besançon et Doris Varichon représentent les ARCL au colloque « Trouble dans le patrimoine ? Héritages LGBTQIA+ et narrations queer : quel rôle pour les institutions patrimoniales ? ».